# 鄉鎮
鄉鎮是聚居地的類型之一。

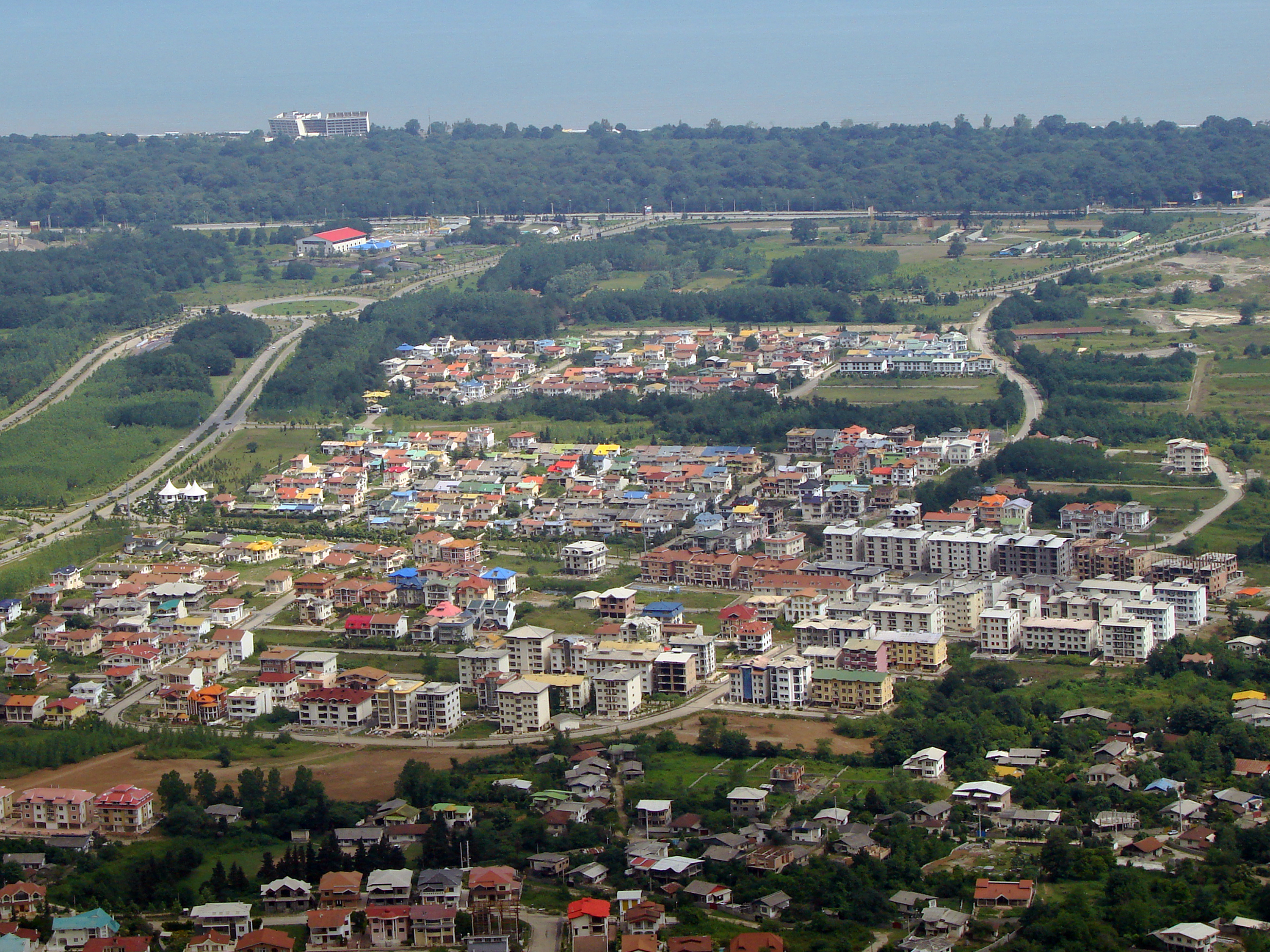
Shahrak-e Namak Abrud鎮

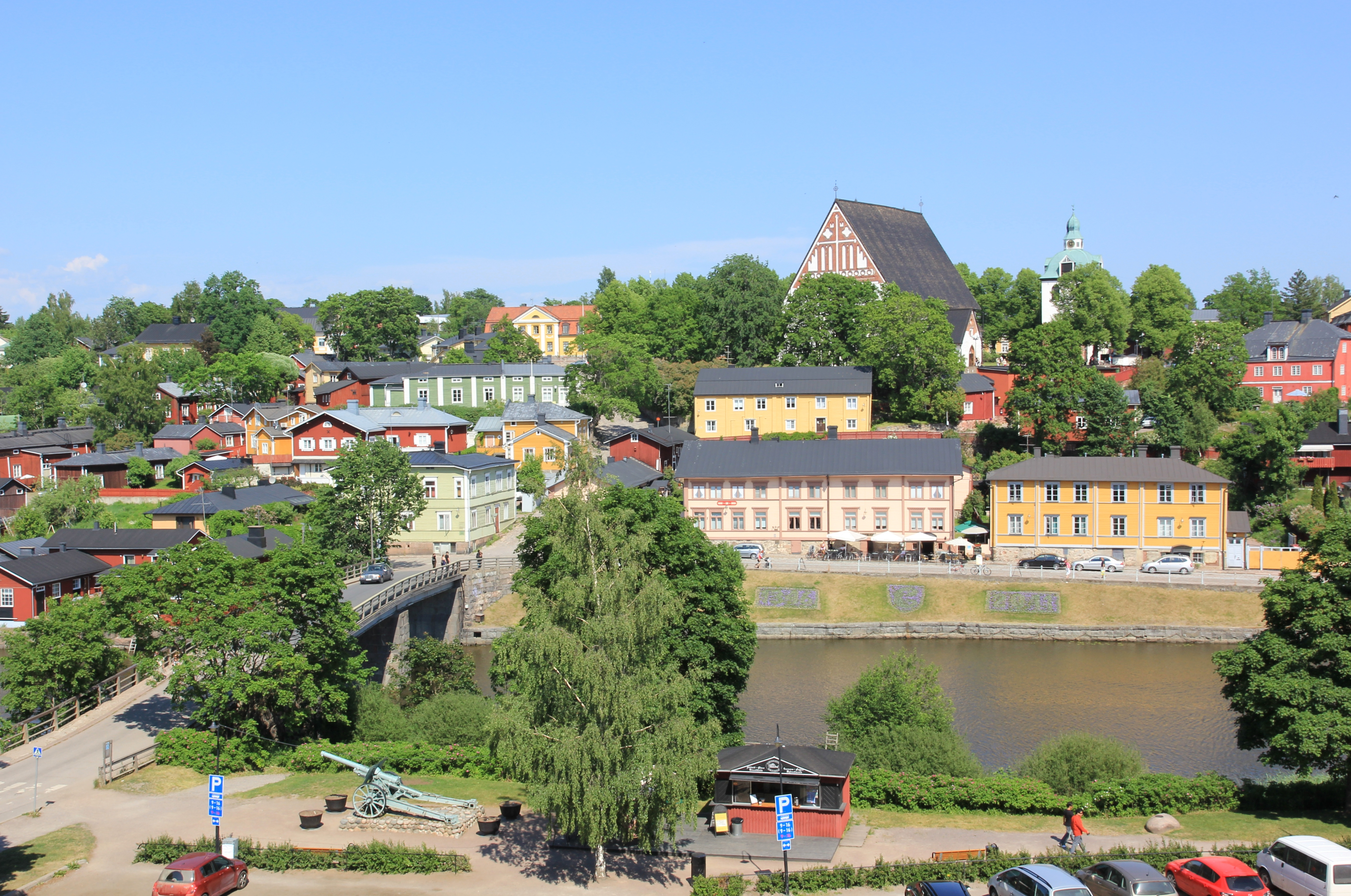
波爾沃

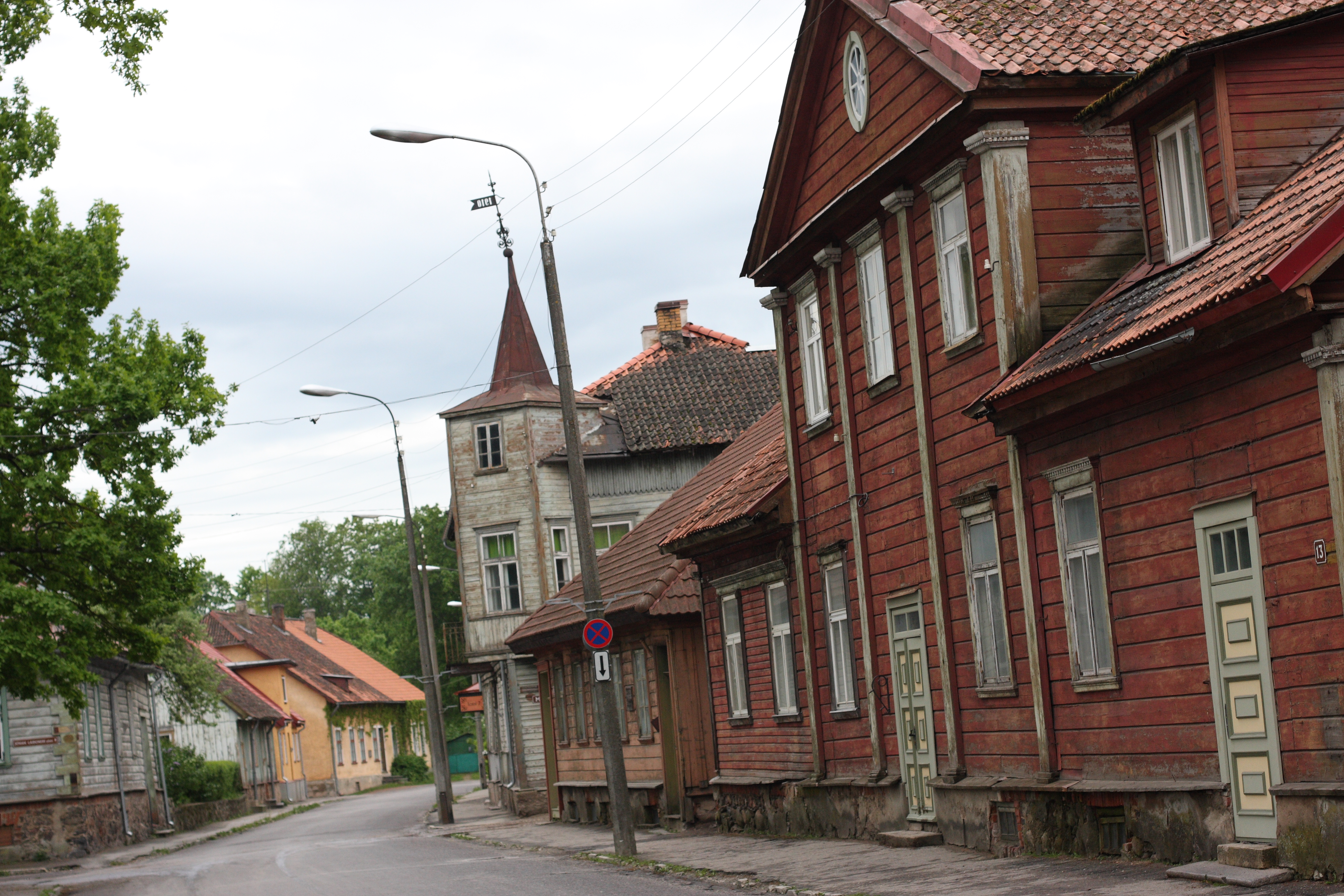
維爾揚迪

1887年国际统计学会曾提出一个各国通用的居住區域分类系统，规定任何一个人口集中區，其人数在2,000人以上者即可称为城市；不足2,000人者則为乡村。由于各国国情不同，難以适应各国的具体情况，故未普遍采用。
英语中的town或small city廣泛譯為鎮、城鎮和小城市；但汉语中的“鄉鎮”，隨著語境變化，有著不同内涵。

## 漢語的「鄉鎮」
漢語中，乡、镇在狭义上是中国农村的基层行政区划单位。目前，中华人民共和国行政区划体系中，乡、镇是主要的乡级行政区单位，两者合称乡镇，延伸出乡镇政府、乡镇企业等词汇。
广义上的“镇”沒有严格的定義，且有多種用法。可能是人口密度高於農村，居住、商業等生活設施較完善的“小镇”；可能是將村與鎮合稱的“村鎮”，与“乡村”重叠:4；可能是具備一定規模的基础设施，作為附近村鎮之商業聚落的“集镇”；可能是規模比城市小，但比镇大的“小城镇”:4或“市鎮”；有時也用以形容某方面特別發達的城市，例如工業重鎮、商業重鎮、學術重鎮等。
而現今於臺澎金馬施行的中華民國行政區劃制度中，非都市地區設置鄉或鎮，均為第三級行政區劃、以及隸屬於縣之下的地方自治團體，且兩者的歐文譯名皆為；在口語使用上，兩者經常以「鄉鎮」並稱。

### 鄉
乡，甲骨文本像二人對食形，本義是用酒食款待別人，是“饗”的古字，先秦時期假借爲行政區域名。唐、宋至今指縣以下的行政區劃，所轄規模歷代不同，沿用至共和國建立後，參酌西方行政區劃「township」概念後，扩展出現代乡级行政区的概念。

### 鎮
镇在中國古代曾是一種特殊的行政區劃單位，是由軍隊偕軍眷駐屯的中小型城市，具備了較完善的軍事功能，肩負著鎮守地理要衝的任務，即军镇；例子有屯門軍鎮。清朝末年，镇成为现代行政学意义上的基层行政区单位:84。
- 中华民国（台灣）的鎮，設於縣之下，層級與縣轄市、鄉相同。設有鎮公所和鎮民代表會，分別作為地方行政機關及民意機關。鎮下轄有里，與鄉下所轄之村同級。
- 中华人民共和国（中國大陸）的行政建制鎮，簡稱建制鎮。介於縣和行政村之間，與乡同級，設有鎮政府。